# Igreja de São Leonardo
A Igreja de São Leonardo de Atouguia da Baleia (final do século XIII; séc. XIV), Igreja paroquial de Atouguia da Baleia ou Igreja matriz de Atouguia da Baleia, localiza-se no largo de São Leonardo, Atouguia da Baleia, município de Peniche, região Oeste portuguesa (lat: 39.336491 long:-9.325337).
Trata-se de uma edificação religiosa de características romano-góticas, apresentando também alguns elementos manuelinos e maneiristas. 
Está classificada com Monumento Nacional desde 1949 (Decreto n.º 37 450, DG, I Série, n.º 129, de 16-06-1949).

## História

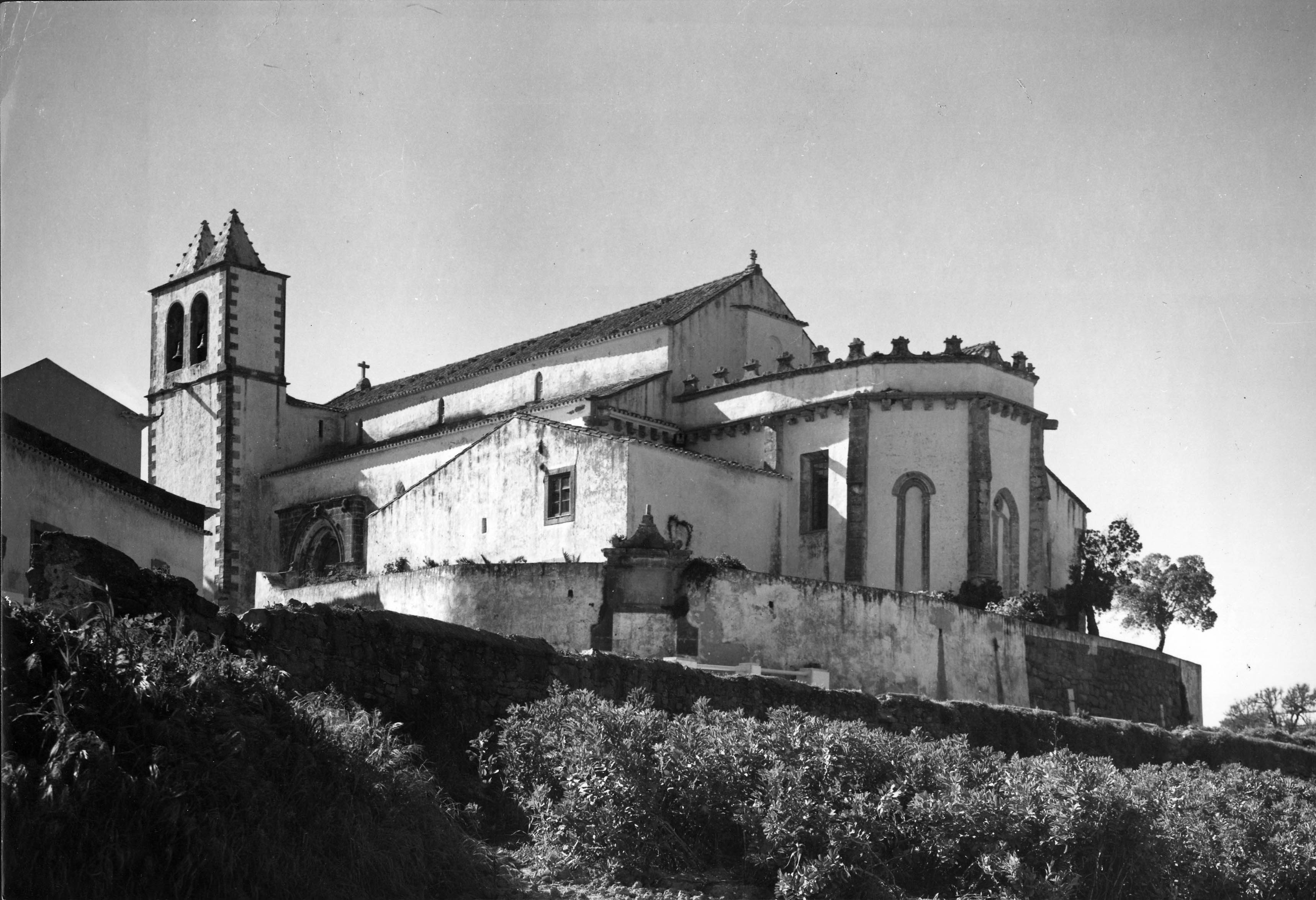
Igreja de São Leonardo de Atouguia da Baleia (c. 1954)

Desconhecem-se as datas precisas da construção, mas admite-se que terá decorrido a partir do final do século XIII, prolongando-se ao longo do século XIV. Pouco depois de terminada, a igreja passou a ser local de enterramento de importantes senhores locais (tornar-se-ia num monumento emblemático dos Condes de Atouguia, a principal estirpe que governou a vila). No início do século XVI era uma importante igreja da Estremadura, sendo enriquecida com obras de beneficiação tipicamente manuelinas como o portal da sacristia e as ameias no coroamento exterior da capela-mor.
O interior foi ainda alvo de novas atualizações (como a inclusão de pinturas murais, de que restam escassos vestígios), mas a história do templo acompanhou a da própria vila, perdendo progressivamente importância em benefício de Peniche. A igreja não voltaria a ser objeto de reformas significativas, tendo preservado o essencial da traça original. O restauro realizado na década de 1970 determinou a demolição de algumas obras consideradas pós-medievais como o coro-alto (1466).

## Características
Com planta de tipo mendicante, a igreja de São Leonardo de Atouguia da Baleia é uma das principais realizações do chamado Gótico Paroquial, uma tipologia que foi aplicada em diversos locais do país desde o final do século XIII até às primeiras décadas do século XVI.
A igreja tem corpo de três naves escalonadas (a central com pé-direito superior às laterais), cobertas por teto de madeira e separadas entre si por largas arcarias ogivais assentes sobre altas colunas com capitéis romano-góticos de decoração vegetalista e zoomórfica. A capela-mor, de duplo tramo, sendo o final poligonal, é coberta por abóbada de nervuras e acolhe o túmulo de D. Álvaro Gonçalves de Ataíde, 1.º Conde de Atouguia. Na parede do túmulo abre-se a porta da sacristia, em arco conopial manuelino. Duas capelas laterais, à esquerda e à direita da nave, são enquadradas por pilastras e frontões maneiristas, destacando-se, na do lado esquerdo, o revestimento de azulejos policromos seiscentistas. No interior devem assinalar-se ainda o baixo-relevo da Natividade (um frontal de altar do século XIV de invulgar qualidade), e a pintura representando S. Leonardo, atribuída à oficina do Mestre de São Quintino.
De perfil triangular, a fachada principal denuncia a organização espacial interior, sendo o corpo central organizado em dois registos: no inferior abre-se o portal ducentista, com três arquivoltas de arcaria pouco apontada e capiteis de decoração zoomórfica; no segundo, uma ampla rosácea contribui para a iluminação do interior. A fachada é flanqueada por uma torre sineira, encimada por duas pirâmides de arestas acogulhadas.

## Galeria de imagens

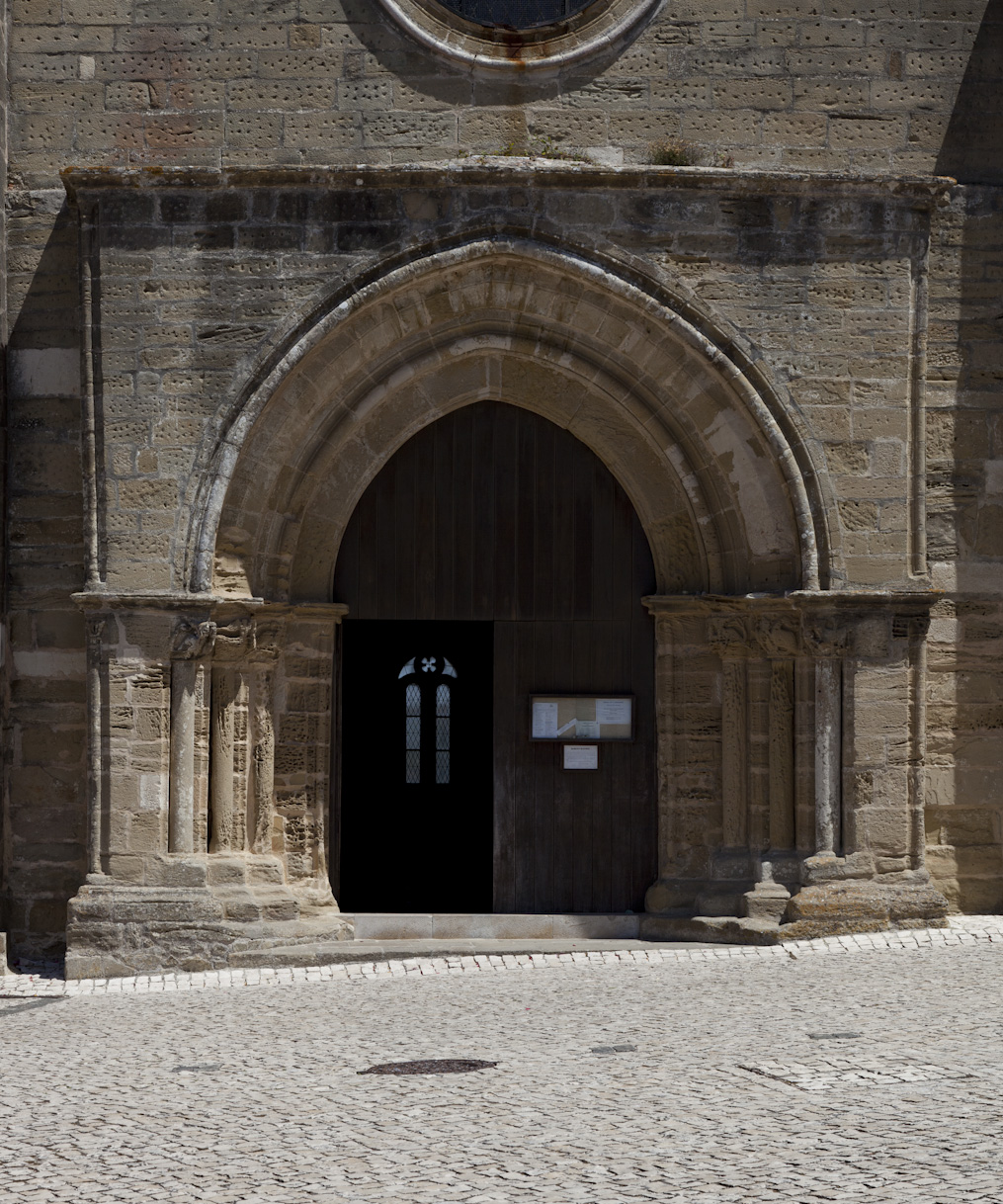
Portal principal
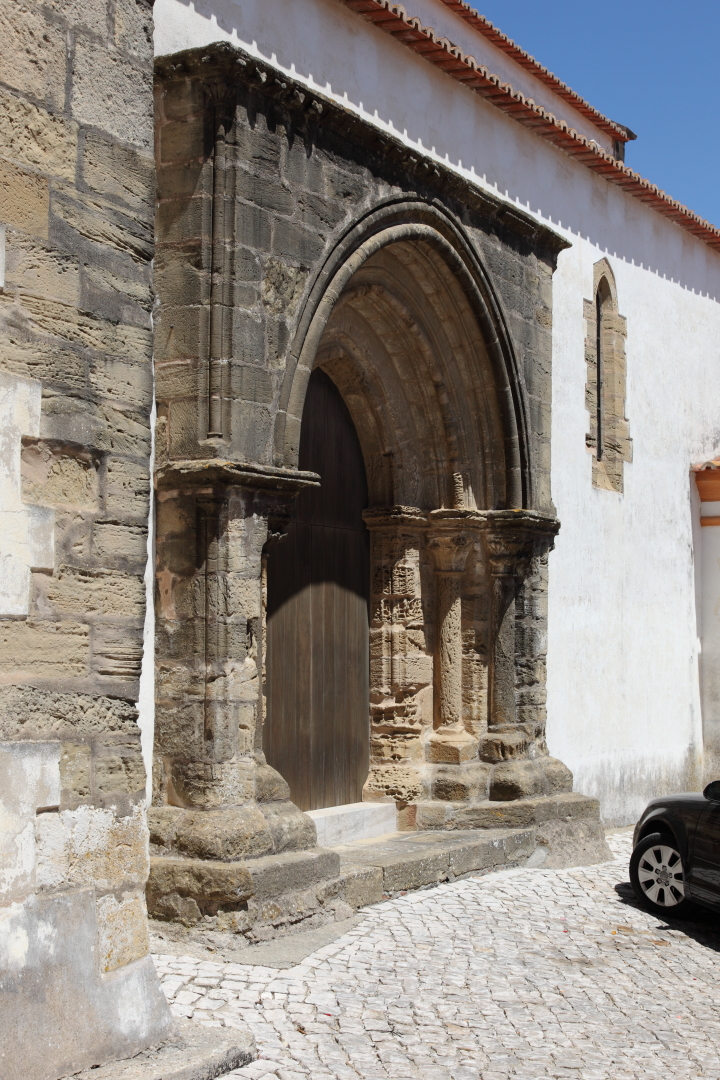
Portal lateral
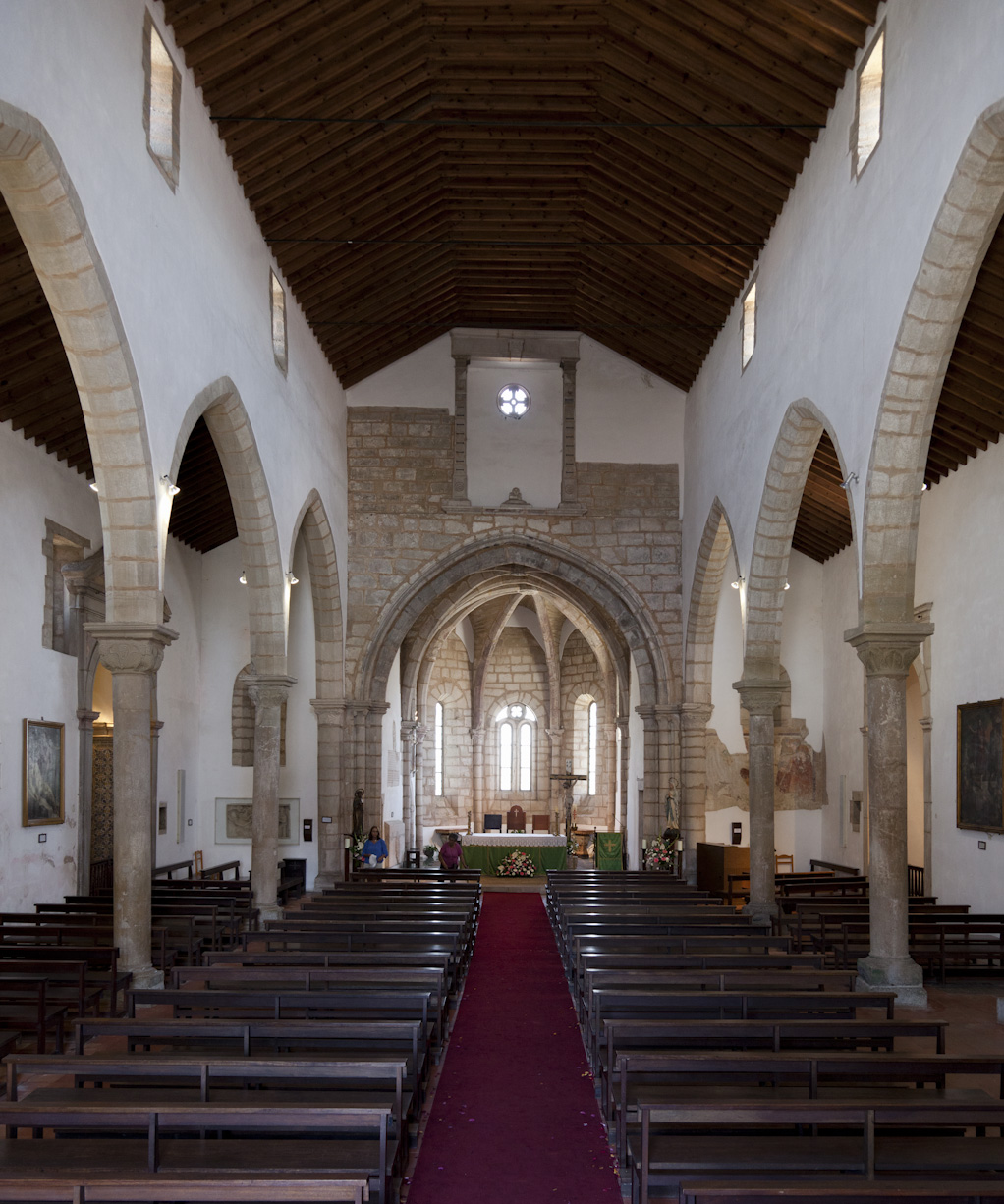
Interior
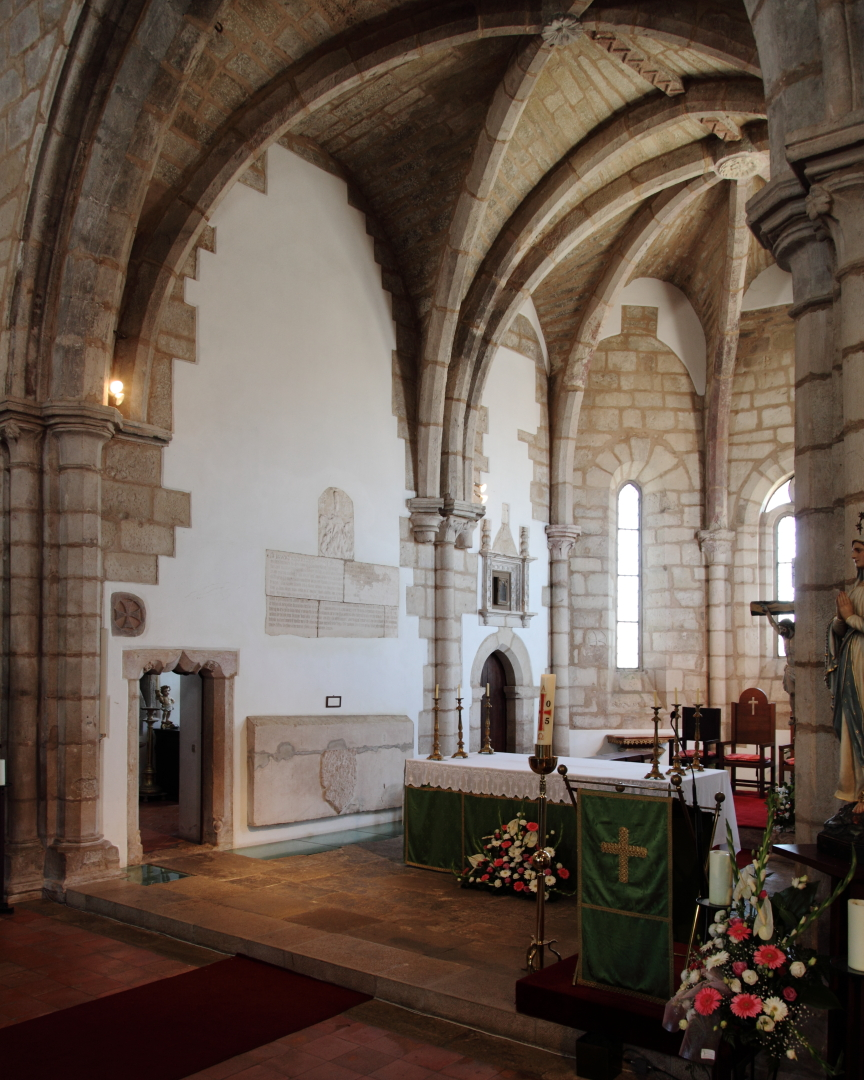
Capela-mor
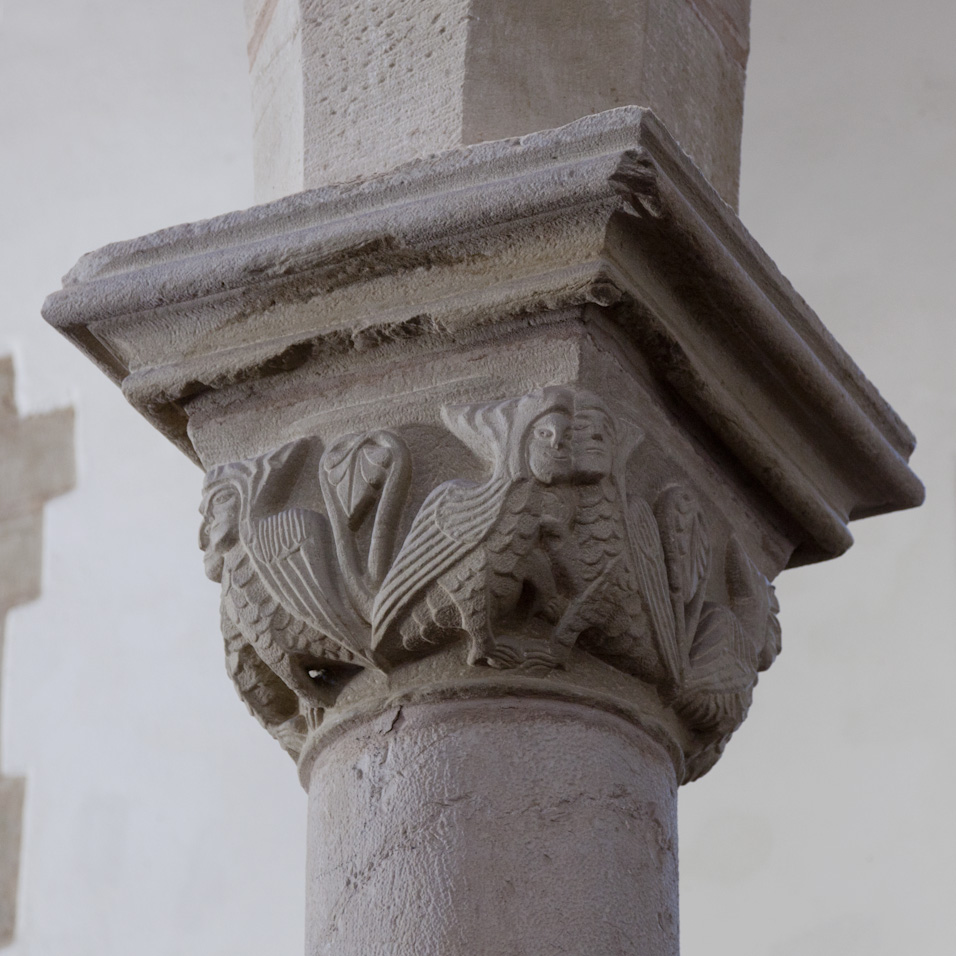
Capitél
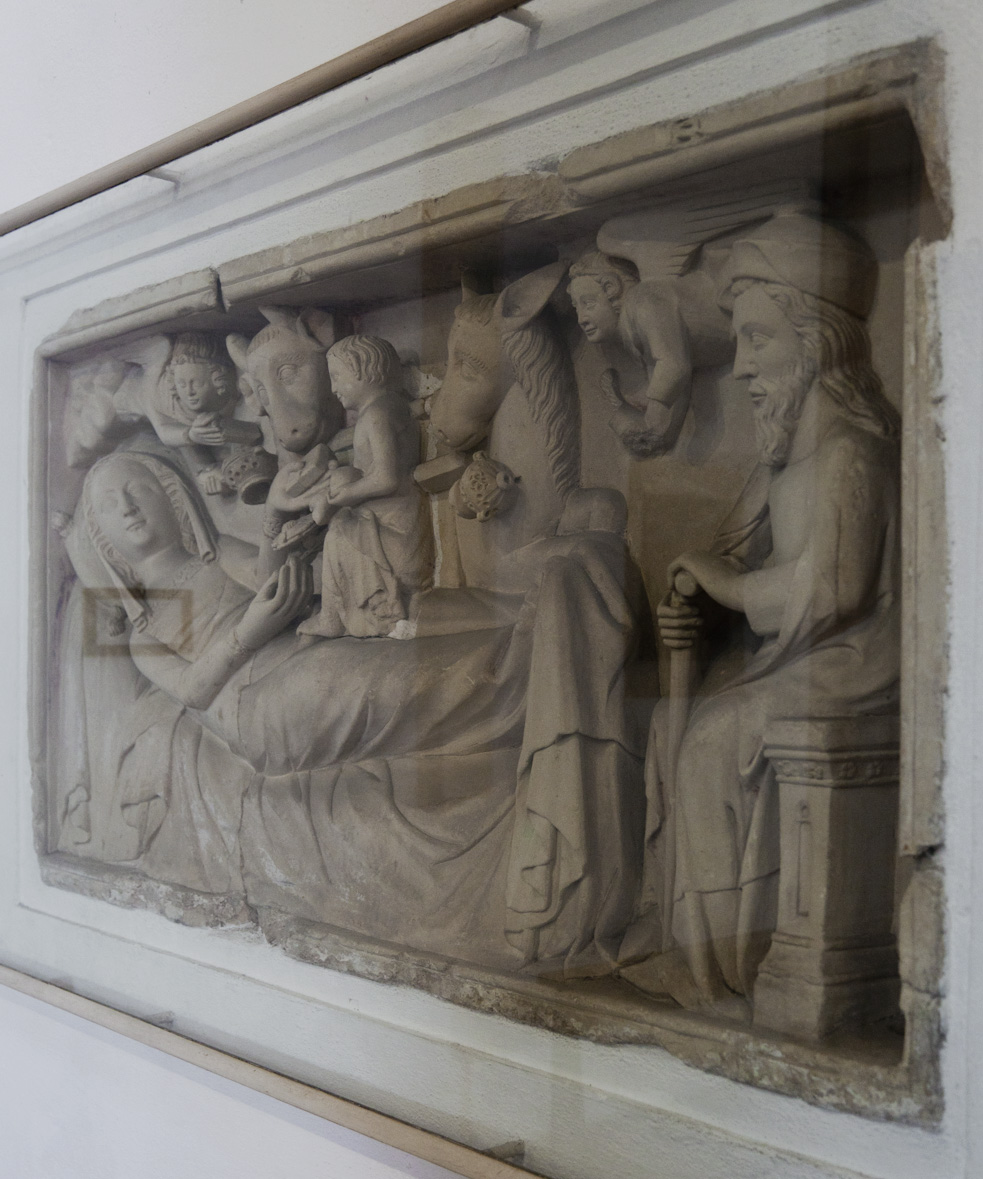
Natividade, baixo-relevo